# Kugelkupplung mit Schlingerdämpfung

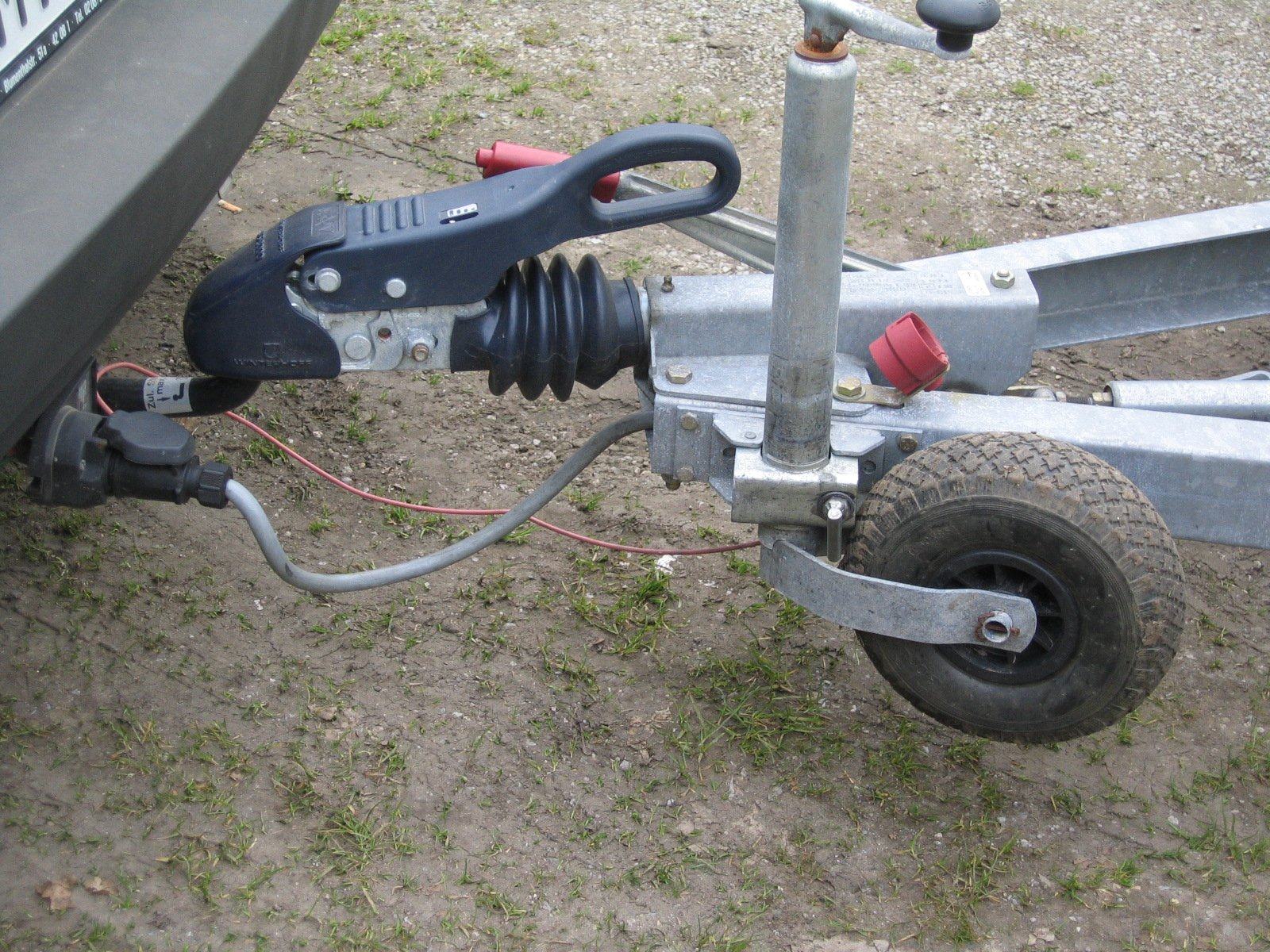
Kugelkopfkupplung mit Schlingerdämpfung
(System Winterhoff)

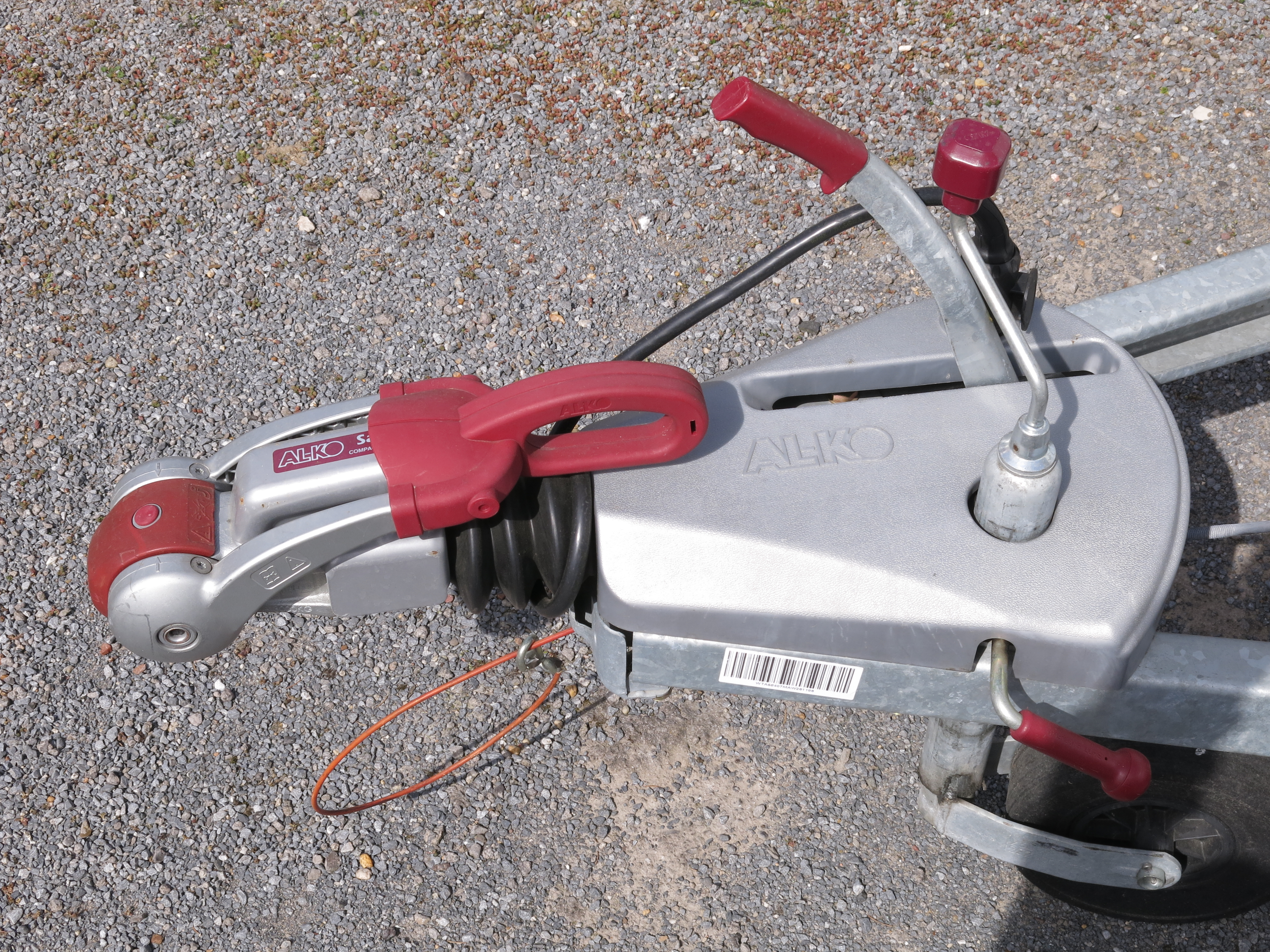
Kugelkopfkupplung mit Schlingerdämpfung
(System AL-KO)

Die Kugelkupplung mit Schlingerdämpfung, amtlich: Zugkugelkupplung mit Stabilisierungseinrichtung für Zentralachsanhänger, ist an der Deichsel von Anhängern angebracht und arbeitet als Stabilisierungseinrichtung zusammen mit der zugfahrzeugseitigen Anhängerkupplung. Solche Vorrichtungen lassen sich auch an bestehenden Deichseln nachrüsten.

## Zweck
Zweck ist das Mindern der Gierrate um die Hochachse des Anhängers (Schlingern) sowie die Erhöhung von dessen Eigenresonanzfrequenz durch Dämpfung. Zusammen mit weiteren Maßnahmen können höhere Zuggeschwindigkeiten erreicht werden.
Das Gierträgheitsmoment beschreibt das Trägheitsmoment um die Hochachse. Um Schlingern zu vermeiden, soll es so klein wie möglich sein. Ein hohes Gierträgheitsmoment entsteht, wenn sich im Anhänger große Massen überwiegend im Bug oder im Heck befinden. Ein niedriges Gierträgheitsmoment entsteht im Gegenzug, wenn sich die größten Massen auf der Achse befinden.

## Handelsübliche Ausführungen
In der Vergangenheit waren mehrere Ausführungen üblich, wie beispielsweise der Orismat 2000 oder der in der Funktion mit heutigen Ausführungen ähnlich arbeitenden Westfalia SSK. Aktuell sind zwei Versionen der Kugelkupplung mit Schlingerdämpfung auf dem Markt:
- Beim Hersteller AL-KO greifen die Reibbeläge seitlich (quer zu Fahrtrichtung) an der Kugel der Kupplung an,
- beim Hersteller Winterhoff greifen sie von vorn und hinten (längs der Fahrtrichtung) an der Kugel an.

## Aufbau
Bei allen Ausführungen wird die Dämpfung durch Reibung erzielt.
Schon in den 1960er-Jahren machte die Firma Wilk Fahrversuche um die Stabilität der Wohnwagengespanne zu erhöhen. Unter dem Namen „Safe Car“ führte Wilk einen Stabilisator ein, der mit zwei doppelt wirkenden Stoßdämpfern beidseitig der Anhängerkupplung sehr gute Ergebnisse erzielte. Für einige Wilk-Modelle gehörte Safe Car ab 1968 sogar zur Serienausstattung.

### Getrennte Reibleisten
Eine der ersten Ausführungen (Orismat) von 1977 bediente sich dazu separater Anbauteile, die sowohl am Schaft der Anhängerkupplung als auch des Deichsel-Zugmauls zu montieren waren. Beidseitig der horizontalen Achse befanden sich gelenkig mit dem Schafthalter verbundene Reib- bzw. Gleitleisten, auf die mit dem Halter zum Deichsel-Zugmaul verbundene Reibbeläge geklemmt wurden. Die Anpresskraft wurde nach Anleitung eingestellt.

### Auf die Kupplungskugel wirkende Reibschuhe
Die Westfalia SSK war eine der ersten Ausführungen, bei der federbelastete Bremselemente direkt auf die Kupplungskugel wirkten. Die Anpresskraft ist so gewählt, um bis zu 350 Nm an dämpfend wirkendem Drehmoment aufzubauen. Damit dieses Drehmoment erreicht werden kann, darf der Kugelkopf nicht geschmiert werden. Auch sind eventuelle Schutzlackierungen auf fabrikneuen Kugelköpfen oder Verschmutzung und Korrosion restlos zu entfernen. Unzureichend gereinigte Oberflächen der Kugel und Reibbeläge äußern sich im Fahrbetrieb durch Knarrgeräusche. Bei aktuellen Ausführungen befinden sich im Zugmaul der Kupplung mindestens zwei austauschbare Reibbeläge.

## Wirkungsweise
Nach dem Ankuppeln werden durch einen Hebel intern Federn vorgespannt; diese Federkraft wirkt über die Reibbeläge auf den Kugelkopf des Zugfahrzeugs. Der Federweg ist so bemessen, dass bis zur Verschleißgrenze die Presskraft ausreichend ist. Der Verschleißfortschritt ist für den Anwender üblicherweise durch fest an der Kupplung angebrachte Grenzmarkierungen erkennbar.

## Vorschriften
Ab einer zulässigen Gesamtmasse des Anhängers von 1,0 bis 1,2 × Leermasse des Zugfahrzeugs ist für die 100-km/h-Zulassung eine „Zugkugelkupplung mit Stabilisierungseinrichtung für Zentralachsanhänger“ gemäß ISO 11555-1 in der Fassung vom 1. Juli 2003 vorgeschrieben, wenn weder Anhänger noch Zugfahrzeug über anerkannte technische Vorrichtungen zur Gespannstabilisierung verfügen.